# Eucteniza caprica
Espèce
Eucteniza caprica est une espèce d'araignées mygalomorphes de la famille des Euctenizidae.

## Distribution
Cette espèce est endémique du Tamaulipas au Mexique,.

## Publication originale
- Bond & Godwin, 2013 : Taxonomic revision of the trapdoor spider genus Eucteniza Ausserer (Araneae, Mygalomorphae, Euctenizidae). ZooKeys, no 356, p. 31-67 (texte intégral).